# Мерцихаз
Мерцихаз (рум. Mărțihaz) — село у повіті Біхор в Румунії. Входить до складу комуни Медерас.
Село розташоване на відстані 439 км на північний захід від Бухареста, 30 км на південний захід від Ораді, 148 км на захід від Клуж-Напоки, 127 км на північ від Тімішоари.

## Населення
За даними перепису населення 2002 року у селі проживала 231 особа.
Національний склад населення села:
| Національність | Кількість осіб | Відсоток |
| -------------- | -------------- | -------- |
| румуни         | 163            | 70,6%    |
| словаки        | 29             | 12,6%    |
| угорці         | 25             | 10,8%    |
| цигани         | 14             | 6,1%     |

Рідною мовою назвали:
| Мова      | Кількість осіб | Відсоток |
| --------- | -------------- | -------- |
| румунська | 162            | 70,1%    |
| словацька | 29             | 12,6%    |
| угорська  | 26             | 11,3%    |
| циганська | 14             | 6,1%     |